# تشاه دشت محمد خان 11 (صحرا بردسكن)
تشاه دشت محمد خان 11 (بالفارسية: چاه موتور شماره 11 دشت محمدخان) هي مستوطنة تقع في إيران في قسم صحرا الريفي.